# Filiberta
Filiberta – imię żeńskie pochodzenia germańskiego. Złożone jest ze słów 'filu' – „dużo, wiele” i 'beraht' – „błyszcząca”.
Filiberta imieniny obchodzi 20 sierpnia.
Żeński odpowiednik imienia Filibert.